# Aman (zpravodajská služba)

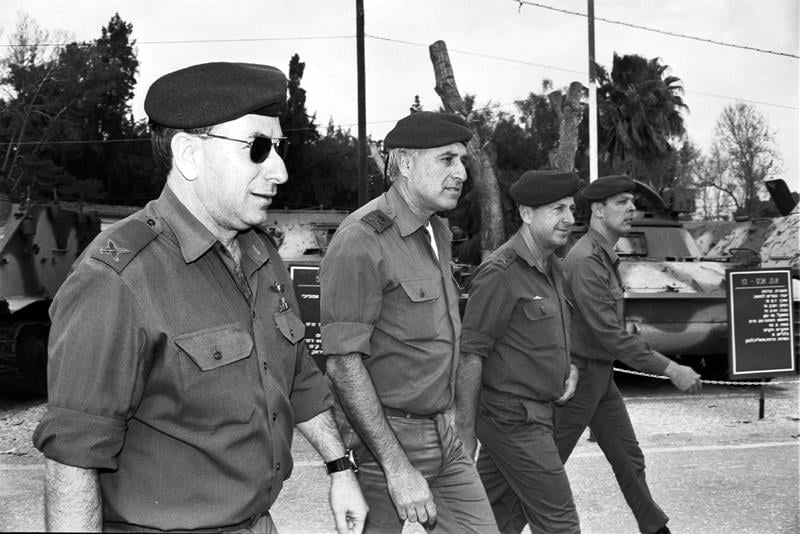
Členové Amanu

Aman (hebrejsky אמ״ן‎, zkráceno z אגף המודיעין‎ Agaf ha-modi'in) je zpravodajský útvar Izraelských obranných sil (IOS) založený v prosinci 1950. Aman přímo podléhá náčelníkovi Generálního štábu IOS a zodpovídá se izraelskému ministrovi obrany.

## Historie Amanu
Předchůdcem dnešního Amanu byla Šaj. V roce 1948 byla Šaj zrušena a její pracovníci přijati do Zpravodajské služby IOS. V roce 1950 se náčelníkem Zpravodajské služby IOS stal Binjamin Gibli, který provedl rozsáhlou reorganizaci této služby ústící v roce 1953 do přejmenování Zpravodajské služby IOS na Zpravodajské oddělení IOS (Aman).
Výsledkem Gibliho reorganizace bylo posílení zpravodajského oddělení Šin Mem 10 (oddělení zahraničního zpravodajství a řízení HUMINT – sítě arabských agentů), rozšíření Šin Mem 2 (odposlech) a zpravodajského oddělení vzdušných sil. Zároveň byla znovu aktivována Jednotka 131 (tzv. egyptské oddělení).
V roce 1974 byl ukončen monopol Amanu na vyhodnocování získaných zpravodajských informací (důvodem bylo selhání Amanu před jomkipurskou válkou), vyhodnocování nadále prováděno paralelně s Mosadem.

### Úspěchy
- 1956 – likvidace plk. Hafeze, šéfa egyptské vojenské rozvědky v Gaze a podplk. Mustafy, egyptského vojenského přidělence v Ammánu, které Aman podezříval z plánování a řízení útoků fidajínů proti Izraeli pomocí balíčkových bomb.
- 1956 – (společně s Mosadem) provedení klamného plánu, pomocí kterého Aman přesvědčil arabský svět (díky médiím a agentům), že cílem připravované izraelské invaze není Egypt, ale Jordánsko.
- 1973 – (společně s Mosadem) likvidace dvou příslušníků Černého září zapojených do únosu a likvidace 11 izraelských sportovců na Mnichovské olympiádě.
- 1976 – (společně s Mosadem) záchrana rukojmí v Entebbe (Operace Entebbe).
- 1988 – likvidace Abu Džihada v Tunisu.

### Neúspěchy
- 1954 – bombové útoky v Egyptě provedené Jednotkou 131 (součást Amanu), odhalení a rozbití celé sítě agentů.
- 1955 – útok IOS na egyptský vojenský tábor urychlil uzavření československo-egyptské smlouvy o dodávkách zbraní. Později se ukázalo, že Aman měl informace o této smlouvě a nevaroval IOS před následky takového útoku.
- 1973 – začátek jomkipurské války a jedno z největších selhání Amanu (a Mosadu); přestože měl 36 hodin předem k dispozici zprávu o chystaném arabském útoku, navíc podcenil řadu indicií svědčících o této možnosti. Po jomkipurké válce byla ustavena tzv. Agranatova komise, která konstatovala, že Aman selhal při vyhodnocování vlivu nových zbraní ve výzbroji arabských armád a předávání informací bojovým jednotkám, fatální podcenění syrského letectva a protivzdušné obrany a dokonce v průběhu samotné války nezaznamenal přesun iráckého expedičního sboru o síle 30 000 mužů.
- 1982 – v přípravných fázích na invazi do Libanonu sice správně vyhodnotil vysoké bezpečnostní riziko spojenectví s libanonskými Křesťanskými milicemi a možnost zatažení Sýrie do celé vojenské operace, ale tyto informace oficiálně nesdělil izraelské vládě ani Generálnímu štábu IOS, za což byl později Kahanovou vyšetřovací komisí kritizován. Tehdejší ředitel Amanu Jehošua Sagui byl nucen odejít ze své funkce.

### Náčelníci Amanu
- 1948–1949 Iser Be'eri
- 1949–1950 plukovník Chajim Herzog
- 1950–1955 plukovník Binjamin Gibli
- 1955–1959 generálmajor Jehošafat Harkabi
- 1959–1962 generálmajor Chajim Herzog
- 1962–1963 generálmajor Me'ir Amit
- 1964–1972 generálmajor Aharon Jariv
- 1972–1974 generálmajor Eli Zeira
- 1974–1978 generálmajor Šlomo Gazit
- 1979–1983 generálmajor Jehošua Sagui
- 1983–1985 generálmajor Ehud Barak
- 1986–1991 generálmajor Amnon Lipkin-Šachak
- 1991–1995 generálmajor Uri Sagi
- 1995–1998 generálmajor Moše Ja'alon
- 1998–2002 generálmajor Amos Malka
- 2002–2005 generálmajor Aharon Ze'evi-Farkaš
- 2005–2010 generálmajor Amos Jadlin
- 2010–2014 generálmajor Aviv Kochavi
- 2014–2018 generálmajor Herci Halevi
- 2018–2021 generálmajor Tamir Hejman
- 2021–2024 Aharon Chaliva
- 2024–0000 Šlomi Binder

## Současnost
Aman je nezávislá zpravodajská služba a nepodléhá žádné složce IOS. Na rozdíl od zahraniční rozvědné služby Mosad se Aman soustřeďuje pouze na získávání informací vojenského charakteru, jejich vyhodnocování a následně určení možného vojenského ohrožení Izraele. Své analýzy poté předává v podobě výročních zpráv pro potřeby vlády a velení armády.
Ředitel Amanu je svými pravomocemi a postavením srovnatelný s řediteli Mosadu a Šin bet. V Amanu pracuje 7000 zaměstnanců (odhad z r. 1996). Aman společně s Mosadem a Šin Bet tvoří trojici nejdůležitějších izraelských zpravodajských služeb, tzv. Izraelské zpravodajské společenství.

### Úkoly
- Sběr a vyhodnocování informací vojenského charakteru
- Výběr a vysílání vojenských přidělenců na velvyslanectví Izraele v cizině
- Cenzura
- Zabraňování úniku informací z oblasti armádních kruhů
- Výzkum a vývoj zařízení a postupů pro výzvědnou činnost
- Zpracování podkladů pro výrobu vojenských map

### Struktura
- Oddělení I (Machlekat Hahaka) – shromažďování a analýza získaných dat; dále se dělí podle zeměpisné působnosti na:
  - západní úsek (Egypt, Súdán, Libye)
  - východní úsek (Irák, Sýrie, Libanon)
  - palestinský úsek
  - zvláštní úsek (Jordánsko, Arabský poloostrov)
  - úsek analýzy meziarabských vztahů
  - úsek ekonomiky Středního východu
- Oddělení II (Haman) – sběr informací za využití tzv. sítí HUMINT (agenti) a SIGINT (odposlech)
- Oddělení III – zahraniční zájmy
- Oddělení IV – vojenská cenzura (podléhá parlamentní kontrole)

Součástí Amanu jsou i autonomě pracující tajné služby vojenského letectva ( sběr informací o úrovni leteckých sil arabských států, odposlech leteckého provozu, sledování nepřátelského území pomocí bezpilotních letadel) a vojenského námořnictva (sběr informací o arabských námořních aktivitách, příprava studií o možnostech a taktice vojenských operací proti Izraeli).